# ناک آف (مجموعه تلویزیونی)
ناک آف (انگلیسی: Knock-Off; کره‌ای: 넉오프) یک مجموعه تلویزیونی محصول کره جنوبی به نویسندگی هان جونگ هون، به کارگردانی پارک هیون سوک و با بازی کیم سو هیون و جو بو آه است. این مجموعه داستان‌های مختلفی را بر اساس کالاهای لوکس تقلبی به تصویر می‌کشد. ناک آف در سال ۲۰۲۵ از دیزنی پلاس پخش خواهد شد.

## خلاصه داستان
این مجموعه داستان مردی را روایت می‌کند که زندگی‌اش به دلیل بحران مالی ۱۹۹۷ آسیا کاملاً زیر و رو شده است و از یک کارمند اداری معمولی به سلطان بازار جهانی کالای تقلبی تبدیل می‌شود.

## بازیگران

### اصلی
- کیم سو هیون در نقش کیم سونگ جون[۲]
- جو بو آه در نقش سونگ هه جونگ[۲]

### مکمل
- یو جه میونگ در نقش کیم مان شیک[۳]

پدر سونگ جونگ
- کیم یی سونگ در نقش به پیل گو[۳]

عموی نو ری
- بانگ هیو رین در نقش به نو ری[۳]

رئیس سه‌مول مارکت
- کوان نارا در نقش مون یو بین[۳]

یک طراح
- پارک سه وان در نقش مون دا بین[۳]

خواهر کوچکتر یو بین
- کیم هه اون در نقش جانگ جی سو[۳]

وکیل و استراتژیست نو ری
- کو کیو پیل در نقش دونکاس[۳]

مرد دست راست نو ری
- جونگ مان شیک در نقش لی کی بونگ[۳]

یک کارآگاه
- کانگ مال گوم در نقش جه‌گال هیون سوک[۳]

یک بازپرس
- جو وو جین
- چوی گیو ری
- وو دو هوان

### حضور ویژه
- لی جونگ اون در نقش پارک ئه جا[۳]

مادر سونگ جون
- کیم مو یول در نقش بک جونگ مین[۳]

دادستان

## تولید

### توسعه
این مجموعه در ژانر کمدی سیاه، به کارگردانی پارک هیون سوک و نویسندگی هان جون هون است که همکاری دوبارهٔ آنها پس از ترانه راهزنان (۲۰۲۳) به‌شمار می‌رود. علاوه بر این، آرک مدیا و اس‌ال‌ال تهیه‌کنندگی این کار را بر عهده دارند.
به گزارش اسپو تی‌وی، این مجموعه برای دو فصل و هر کدام نه قسمت تأیید شده است.

### بازیگران
کیم سو هیون و کیم شی اون برای بازی در این مجموعه به ترتیب در مارس و آوریل ۲۰۲۴ تأیید شدند. در مه ۲۰۲۴، حضور یو جه میونگ، کو کیو پیل، جو بو آه، جو وو جین، لی جونگ اون، کیم یی سونگ، کانگ مال گوم، کیم هه اون و چوی گیو ری تأیید شد. در ژوئیه ۲۰۲۴، حضور کوان نارا، کیم مو یول و وو دو هوان تأیید شد.
کیم سو هیون و جو بو آه به عنوان نقش‌های اصلی این مجموعه تأیید شدند.

## انتشار
دیزنی پلاس تأیید کرد که ناک آف در سال ۲۰۲۵ منتشر خواهد شد.